# Khon Kaen
Pour la province de Thaïlande, voir Province de Khon Kaen.
Khon Kaen est une ville du nord-est de la Thaïlande située quelques kilomètres au nord de la Chi, un sous-affluent du Mékong.
La ville possède un aéroport et 2 universités publiques, l'université de Khon Kaen et l'université de technologie Rajamangala.

## Galeries

Infrastructure de transports
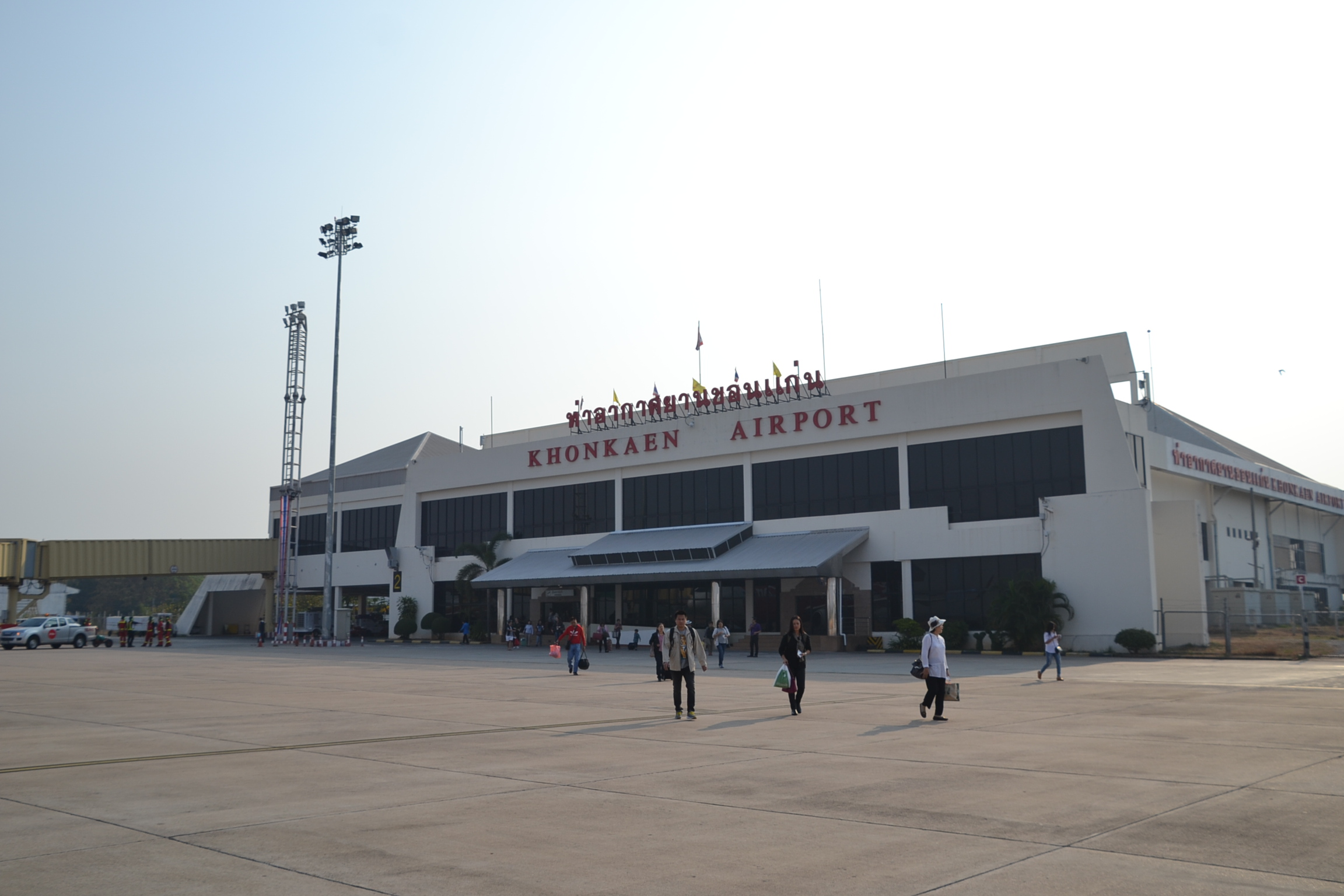
Aéroport
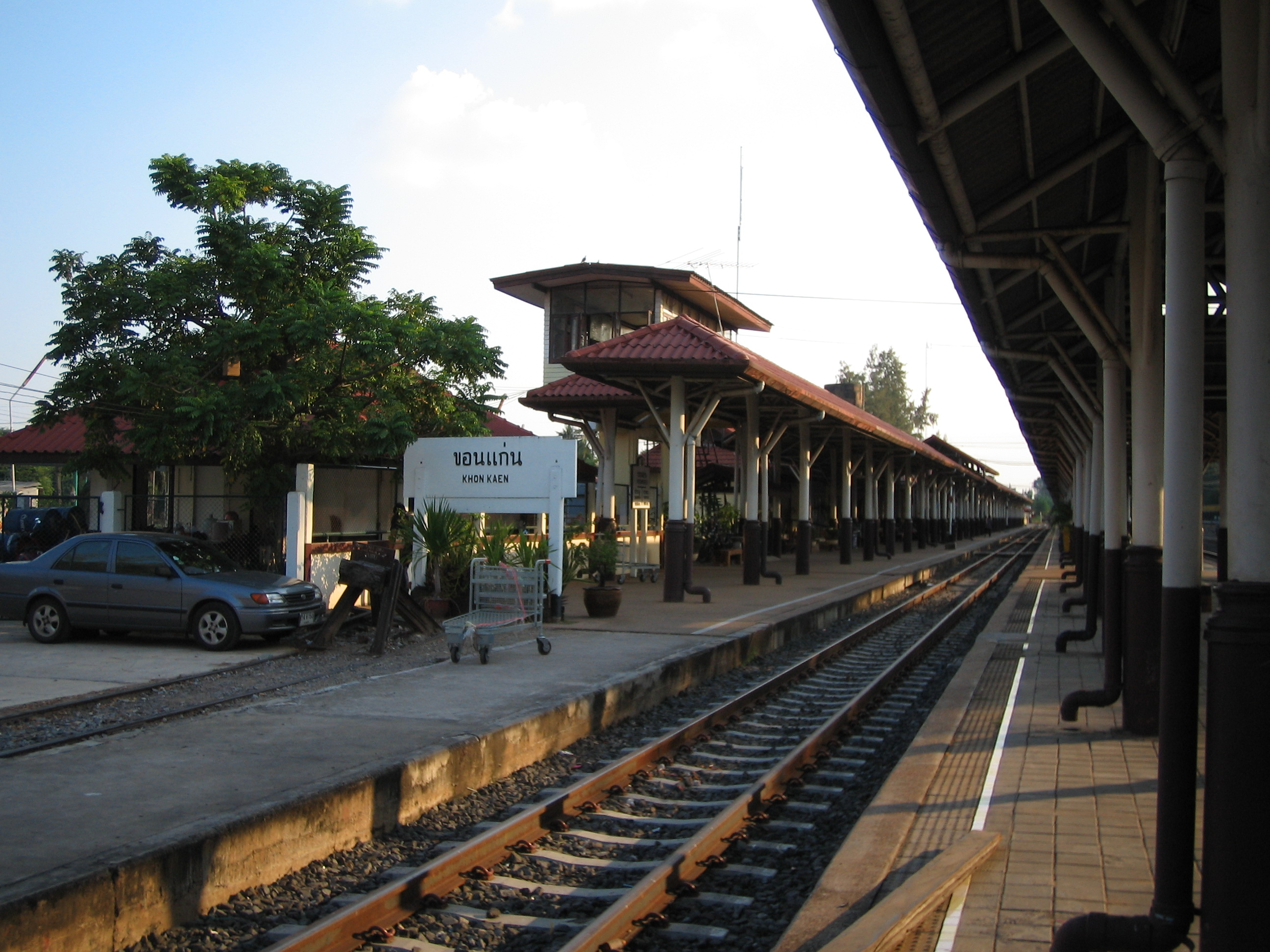
Gare ferroviaire
Construction de la ligne de trains à grande vitesse
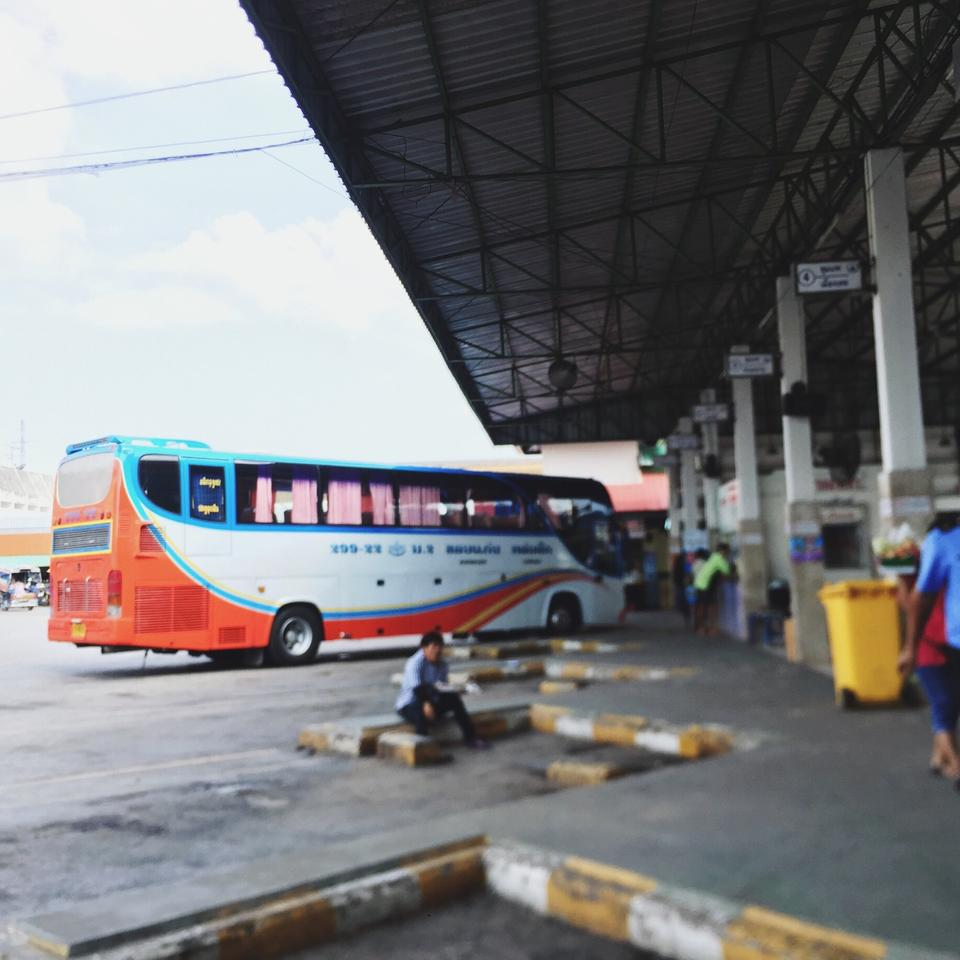
Gare routière

Quelques sites remarquables
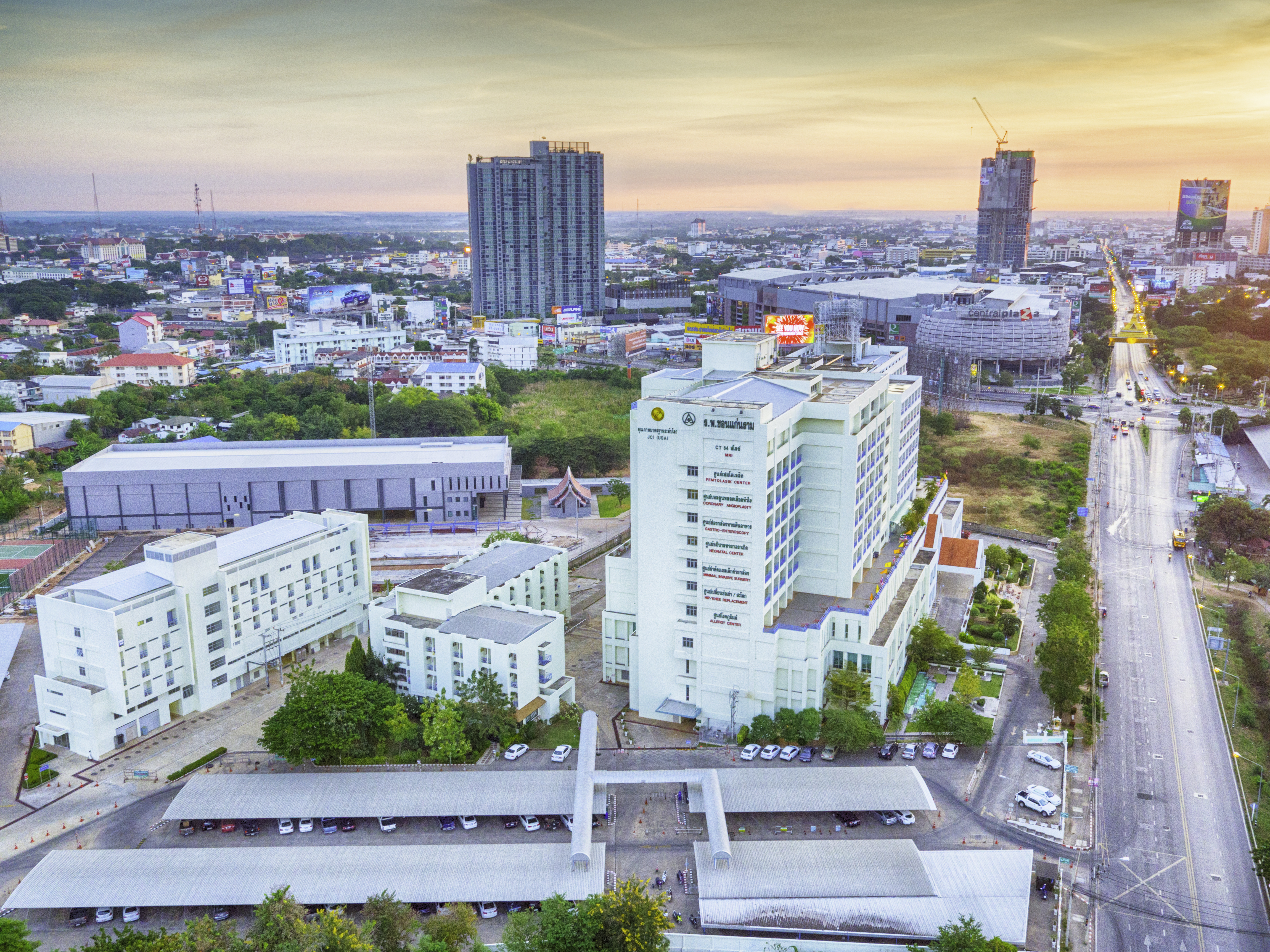
Hôpital
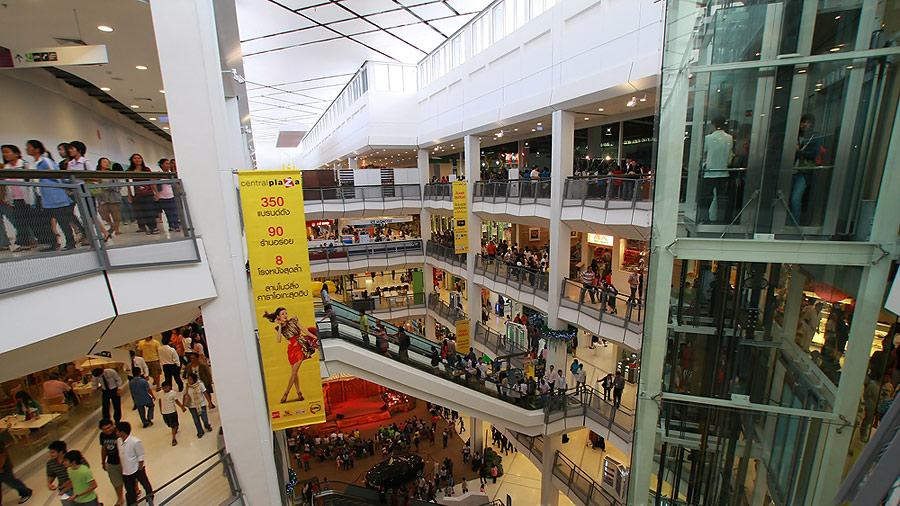
Centre commercial
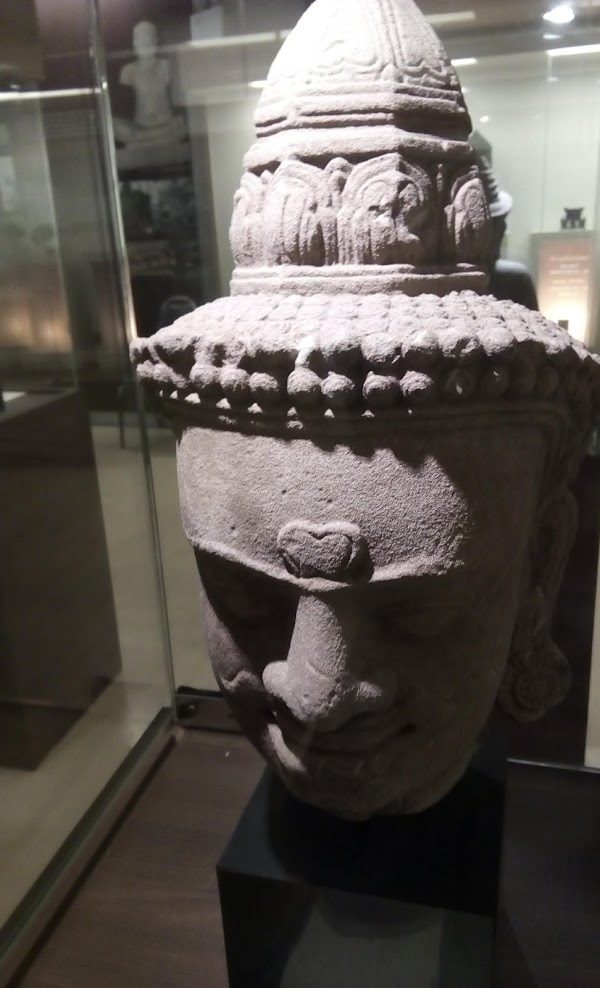
Musée national de Khon Kaen (พิพธภัณฑสถานแห่งชาติขอนแก่น)
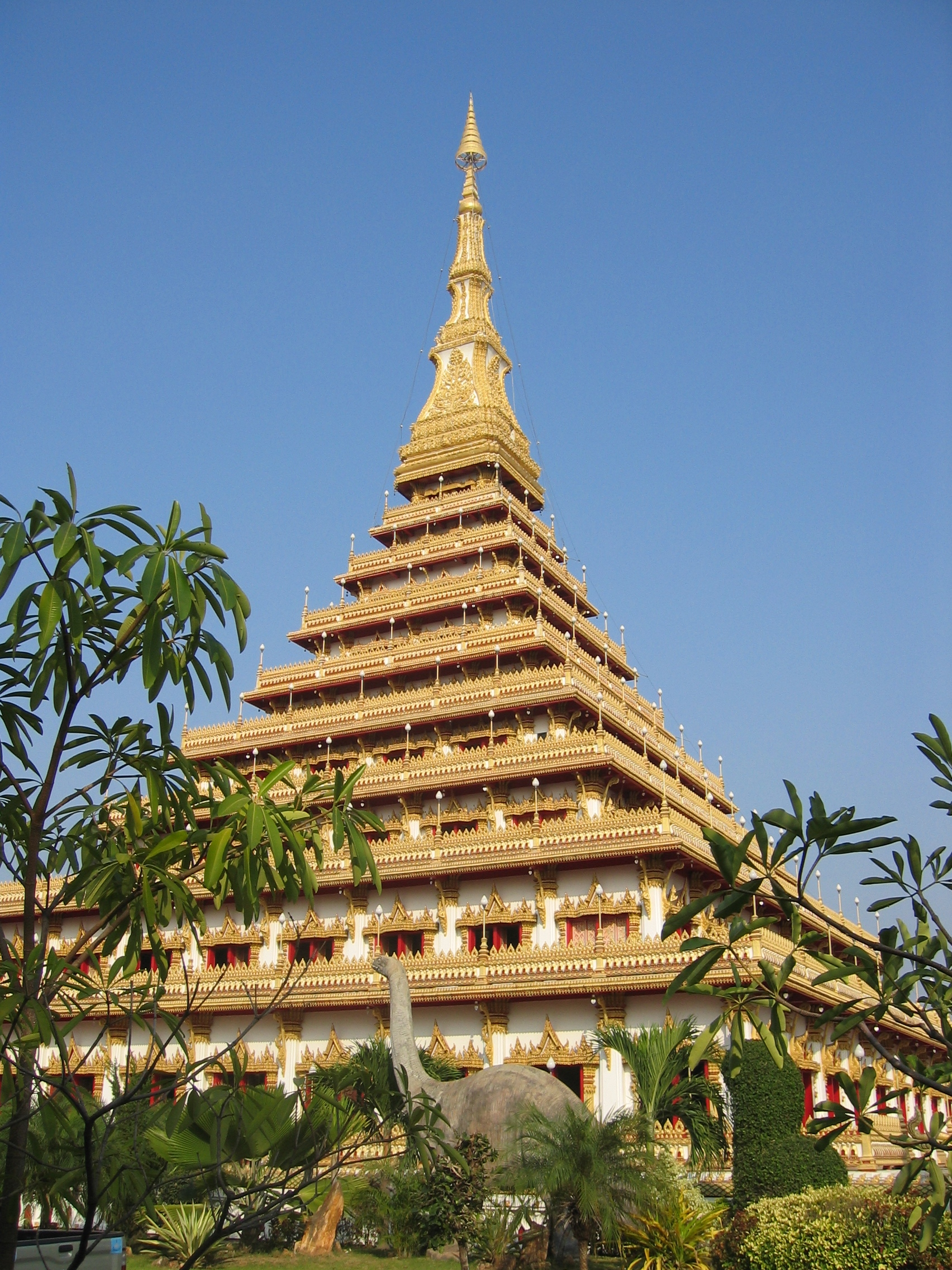
Stupa Phra Mahathat Kaen Nakhon (พระมหาธาตุแก่นนคร)

## Compléments

## Personnalités
Somluck Kamsing (1973-), champion olympique de boxe, acteur et chanteur thaïlandais.